# Ocimum carnosum
Ocimum carnosum là một loài thực vật có hoa trong họ Hoa môi. Loài này được (Spreng.) Link & Otto ex Benth. mô tả khoa học đầu tiên năm 1832.